# Gedankenflug
Gedankenflug, op. 215, är en vals av Johann Strauss den yngre. Den spelades första gången den 23 september 1858 i Pavlovsk utanför Sankt Petersburg i Ryssland.

## Historia
I raden av kompositioner som Johann Strauss komponerade eller skissade på under sin konsertturné i ryska Pavlovsk ingick två stycken som så småningom blev standardverk: Champagner-Polka (op. 211) och Tritsch-Tratsch-Polka (op. 214). Bland de återstående sex verken från denna tid är det ett som sticker ut särskilt med tanke på tillkomsten: valsen Gedankenflug var tveklöst ett svar på konsertvalsen Perlen der Liebe (op. 39) som hans broder Josef Strauss hade komponerat föregående år, och som Josef skulle komma att följa upp med ytterligare två symfonivalser i vilka han beträdde vägen från balsalen till konsertsalen: Ideale (1858) och Klänge aus det Ober- und Unterwelt (1860). Båda förblev opublicerade och är förkomna. Johann kan också ha velat lämna den traditionella valsen och utforska nya vägar som ett resultat av sina amorösa äventyr med den unga ryska flickan Olga Smirnitskaja, som han hade träffat i Pavlovsk samma sommar.
Den nya valsen framfördes första gången vid en välgörenhetskonsert i Vauxhall Pavilion i Pavlovsk den 23 september 1858 med titeln Gedankenflüchtlinge. Dagen därpå annonserade tidningen Wiener Allgemeine Theaterzeitung titlarna på de nyheter som Johann Strauss hade komponerat i Ryssland och som hans förläggare Carl Haslinger skulle publicera. I listan ingick en vals med titeln Szecheny-Tänze. Detta var i själva verket Gedankenflug och när verket publicerades i april 1859 med denna titel blev förklaringen till verkets alternativa titel klar då Strauss hade tillägnat valsen till "Hans höghet greve E. Széchenyi". Greven var anställd vid österrikiska ambassaden i Sankt Petersburg och amatörkompositör. Strauss framförde flera av dennes verk vid sina konserter.

## Om valsen
Speltiden är ca 9 minuter och 36 sekunder plus minus några sekunder beroende på dirigentens musikaliska tolkning.

## Weblänkar
- Gedankenflug i Naxos-utgåvan.